# Heilig Hartbeeld (Den Hout)
Het Heilig Hartbeeld is een standbeeld in de Nederlandse plaats Den Hout.

## Achtergrond
Het Heilig Hartbeeld werd aangeboden in 1924 aan pastoor J.H.C. van Breugel, ter gelegenheid van zijn gouden jubileum als priester. Het staat voor de Corneliuskerk. Het beeld in art-decostijl werd gemaakt in het atelier J.W. Ramakers en Zonen uit Geleen. Volgens de omschrijving van de Rijksdienst voor het Cultureel Erfgoed is het beeld gemaakt van kalksteen, de Limburger koerier meldt echter dat het is "gebeeldhouwd uit een blok witte Italiaansche marmer (...) volgens meerdere geestelijke en deskundigen tot een der grootste marmerbeelden gerekend".

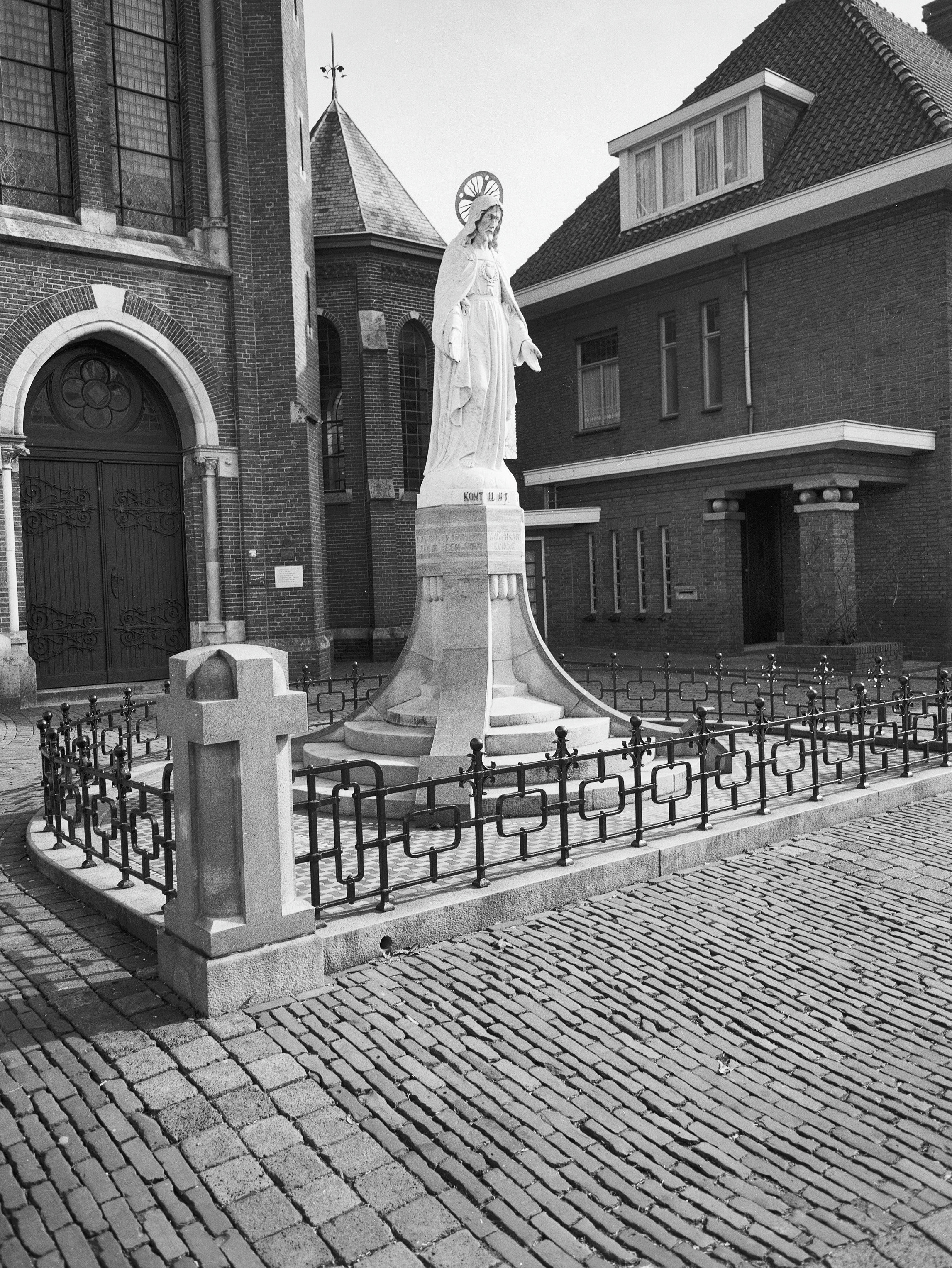
Het beeld met sokkel

## Beschrijving
Het beeld toont een staande Christusfiguur, in gedrapeerd gewaad, met zijn beide doorboorde handen naar voren gestrekt. Hij draagt een vergulde kruisnimbus en op zijn borst het vlammend Heilig Hart, met kruis en doornenkroon. De granieten sokkel heeft een achtzijdige kop en een trapsgewijs opklimmende ronde onderbouw met vier ingezwenkte steunberen.
De vloer rond het beeld is belegd met polyform en polychroom mozaïekwerk, waarin drie tableaus zijn verwerkt met de letters 'SS' (Spiritus Sanctius), 'COR.' (Cornelius) en 'IHS' (In Hoc Signo).

## Waardering
Het beeldhouwwerk werd in 2001 als rijksmonument ingeschreven in het monumentenregister, het is onder meer van belang "vanwege de hoogwaardige esthetische kwaliteiten van het ontwerp, het gedetailleerde en afwisselende materiaalgebruik en het ambachtelijk vaardige inlegwerk."